# Гарретт (Пенсільванія)
Гарретт (англ. Garrett) — місто (англ. borough) в США, в окрузі Сомерсет штату Пенсільванія. Населення — 415 осіб (2020).

## Географія
Гарретт розташований за координатами 39°51′52″ пн. ш. 79°3′43″ зх. д. / 39.86444° пн. ш. 79.06194° зх. д. (39.864384, -79.061847).  За даними Бюро перепису населення США в 2010 році місто мало площу 1,31 км², уся площа — суходіл.

## Демографія
Згідно з переписом 2010 року, у селищі мешкало 456 осіб у 177 домогосподарствах у складі 129 родин. Густота населення становила 348 осіб/км².  Було 199 помешкань (152/км²).
Расовий склад населення:
| - 99,8 % — білих |

До двох чи більше рас належало 0,2 %. Частка іспаномовних становила 0,4 % від усіх жителів.
За віковим діапазоном населення розподілялося таким чином: 24,3 % — особи молодші 18 років, 61,2 % — особи у віці 18—64 років, 14,5 % — особи у віці 65 років та старші. Медіана віку мешканця становила 40,8 року. На 100 осіб жіночої статі у селищі припадало 95,7 чоловіків;  на 100 жінок у віці від 18 років та старших — 93,8 чоловіків також старших 18 років.
Середній дохід на одне домашнє господарство  становив 43 563 долари США (медіана — 43 250), а середній дохід на одну сім'ю — 51 641 долар (медіана — 46 932). За межею бідності перебувало 11,5 % осіб, у тому числі 12,0 % дітей у віці до 18 років та 19,0 % осіб у віці 65 років та старших.
Цивільне працевлаштоване населення становило 195 осіб. Основні галузі зайнятості: виробництво — 21,0 %, освіта, охорона здоров'я та соціальна допомога — 20,0 %, будівництво — 11,3 %, роздрібна торгівля — 10,8 %.